# قضاهای قیمومت بریتانیا بر فلسطین
قضا (انگلیسی: Districts of Mandatory Palestine) نخستین سطح تقسیمات کشوری فلسطین زیر قیمومت بریتانیا بود. و در تمام دوران فلسطین تحت قیمومیت یعنی از سال ۱۹۲۰ تا ۱۹۴۸ وجود داشتند. تعداد و وسعت سرزمینی مناطق در طول زمان و همچنین تقسیمات فرعی آنها متفاوت بود.
در عربی، هر ناحیه به عنوان یک منطقه(جمع: مناطق) و در زبان عبری به عنوان «ماخوز»(به عبری: מחוז) شناخته می‌شد.
در پایان دوره قیمومت، فلسطین به ۶ ناحیه و ۱۶ ناحیه فرعی تقسیم شد.

## تقسیمات اداری قبل از سال ۱۹۲۲
در طول دوره عثمانی، فلسطین به استان‌های مختلفی تقسیم شد که هر کدام حول یک شهر اصلی بودند: صفد، عکا، نابلس، اورشلیم و غزه. این استان‌ها دارای بخش‌های فرعی بودند که در اطراف شهرهای استانی متمرکز بودند. به عنوان مثال، در طول قرون ۱۸ و ۱۹، ناحیه فرعی لد، منطقه بین مودیعین-مکابیم-ریعوت در جنوب تا شهر العاد امروزی در شمال و از شرق دامنه‌های کوهستانی دره لد تا حومه یافا در غرب را در بر می‌گرفت.. این منطقه زیستگاه هزاران نفر از ساکنان حدود ۲۰ روستا بود که ده‌ها هزار هکتار زمین کشاورزی مرغوب را در اختیار داشتند.
تا ژوئن ۱۹۲۰، فلسطین تحت یک رژیم نظامی رسمی به نام او-ای-تی-ای (جنوب) بود. در ابتدا کشور به ۱۳ ناحیه اداری تقسیم شد که در سال ۱۹۱۹ به ۱۰ منطقه کاهش یافت که هر کدام تحت حکومت یک دولت نظامی بودند.
در آغاز سال ۱۹۲۰، ۹ ناحیه وجود داشت: بیت‌المقدس، یافا، الخلیل، جنین، صفد، عکا، طبریه، طولکرم و بئر السبع، اما این تقسیم‌بندی تا ماه بعد به بیت‌المقدس، حیفا، الخلیل، جنین، نابلس، صفد، عکا، طبریه، جلیل، طولکرم و بئر السبع تغییر یافت.
این تقسیم پس از اتخاذ یک اداره غیرنظامی در اواسط سال ۱۹۲۰ تجدید نظر شد. در سپتامبر ۱۹۲۰، مناطق بیت‌المقدس، الجلیل، فنیقیه (حیفا سابق)، سامره، یافا، غزه و بئر السبع بودند.